# Рибе (астролошки знак)
Рибе  (♓) (лат. Pisces) је један од дванаест астролошких знакова. Особе са овим астролошким знаком су рођене у периоду од 19. фебруара до 21. марта. Овај знак припада скупини водених астролошких знакова.
- Елемент: Вода
- Омиљене боје: Морско зелена, плава, љубичаста
- Осетљиви делови тела: Стопала, имуни систем
- Парњак у кинеском хороскопу: Зец
- Владајућа планета: Јупитер, Нептун
- Кућа: Дванаеста
- Амајлија: Месечев камен

## Личност и карактеристике
Рибе као дружељубиве често се нађу у друштву веома различитих људи. Њихова спремност да дају себе у емотивном смислу уклапа се у целу слику разумевања других људи. Рибама је угодно да буду подршка некоме. Поред тога што нису предодређени за вође, њихово присуство је важно у било којој ствари које се прихвате.
Рибе су водени знак и као такве одликују се емпатичношћу и израженим емоционалним капацитетом. Као и Рак и Шкорпија, особе рођене у овом знаку су често дубље него остали и теже да узму у обзир и необјашњиве ствари које живот носи како би се осећале срећно и испуњено.
У савременој астрологији владајућа планета Риба је Нептун који управља сновима, психом, метафизиком и креативношћу. Зато су Рибе интуитивније и поседују уметничке таленте. Како је Нептун повезан са музиком, оне откривају музичке склоности у најранијим фазама живота, или их усмеравају ка поезији.
Како је Риба симбол неких религија и како је повезана са животним циклусом као еволутивна основа за развој кичмењака и људи. Рибе интуитивно имају разумевања за животне циклусе па самим тим остварују најбољу емотивну везу са осталим бићима.
Проблематичне телесне области за Рибу су стопала и имуни систем. Потребно је стално штитити стопала да не би дошло до тежих повреда, а како је имуни систем неизмерно важан као штит од свих болести, не треба посебно истицати колико је важно, нарочито за Рибе да се позабаве својим имунитетом.
Када су превише припојене другима, Рибе могу онемогућити или оптеретити развој догађаја. Иако је овај знак познат по мудрости неретко је да Риба неком прерано или претерано верује, па се велики број пута разочара. Под утицајем Урана, Риба понекад предузима улогу мученика, чак својевољно, како би придобила пажњу. Уколико научи да постави здраве границе, Риба ће се осећати удобно у "реалном" свету.
Дубоко у Рибама куца срце непоправљивог романтика. Одане, нежне и безусловно дарежљиве, рибе гаје дубоке емоције. Они су страствени љубавници који имају потребу да осете стварну повезаност са својим партнером. Краткотрајне везе и авантуре нису својствене за овај знак. У вези они су слепо верни и заљубљени до ушију. Они воле да поклањају и да учине свом партнеру да се осећа врло вредним. Ништа није превише добро кад је у питању љубав за Рибе. 
Рибе су по природи експресивне и не оклевају да људима око себе изнесу то како се осећају. За њих није изненађујуће да за неког напишу песму или купе поклон који има значење. Очекују да и други буду отворени према њима као што су и они сами отворени. Комуникацију са вољенима сматрају најважнијом. 
Интуитивне и често сањалице, Рибе се најбоље осећају на позицији где ће њихове креативне способности доћи до изражаја, још боље уколико је то у хуманитарне сврхе. Занимања која пристају Рибама су: адвокат, архитекта, ветеринар, музичар, социјални радник и дизајнер игрица. Кључна фраза за овај знак је „Ја верујем“. Врло важно за Рибе је да буду истрајне у својим настојањима.
Инспирисани потребом да направе промене у животима других, они су спремни да помогну чак и да иду изван граница. Овај знак као осећајан, дубоко саосећајан, вредан, посвећен и поуздан уме да дође до сржи ствари. Могу бити одлични у решавању проблема.
- Особине: Интуитивни, саосећајни, наклоњени уметности, нежни, мудри, музикални.
- Слабости: могу бити жртве мучења, плашљиви, превише верују, тужни, имају жељу да побегну од реалности.
- Харизматичне ознаке: меки, понекад крхке или средње грађе, лице које лако показује емоције.
- Воли: продуховљене теме, да се осами, визуелне медије, спавање, романтику, музику, пливање.
- Не свиђа му се: људе који мисле за себе да су најпаметнији, враћање у прошлост, критике, окрутност било које врсте.